# Lusiana
Lusiana (cimbri Lusaan) és un municipi italià, dins de la província de Vicenza. Fou un dels municipis de la Federació de les Set Comunes, on hi vivien membres de la minoria alemanya dels cimbris, tot i que ja no parlen la seva llengua. L'any 2007 tenia 2.833 habitants. Limita amb els municipis d'Asiago, Conco, Lugo di Vicenza, Marostica i Salcedo.

## Administració
| Període | Identitat          | Partit        |
| ------- | ------------------ | ------------- |
| 2008-   | Virgilio Boscardin | Llista cívica |

## Personatges il·lustres
- Sonia Gandhi